# Superliga 2019-2020 (Slovacchia)
La Superliga 2019-2020 (chiamata anche Fortuna Liga 2019-2020 per motivi di sponsorizzazione) è stata la ventisettesima edizione del campionato slovacco di calcio, iniziata il 20 luglio 2019, sospesa il 12 marzo 2020 a causa della pandemia di COVID-19, ripresa il 13 giugno 2020 e terminata l'11 luglio 2020. Lo Slovan Bratislava si è riconfermato campione conquistando il decimo titolo della sua storia.

## Stagione

### Novità
Il Podbrezová è stato retrocesso dopo essersi classificato all'ultimo posto nella stagione precedente: al suo posto è stato promosso il Pohronie, vincitore della seconda divisione.

### Regolamento
Le 12 squadre si affrontano in una prima fase in gironi di andata-ritorno. Nella seconda fase le prime sei del girone si affrontano in un gruppo per decretare il campione di Slovacchia, mentre le sei rimanenti si affronteranno per non retrocedere in 1. Slovenská Futbalová Liga. 

La squadra campione di Slovacchia si qualificherà per il primo turno di qualificazione della UEFA Champions League 2020-2021.

La seconda e la terza classificata si qualificheranno per il primo turno della UEFA Europa League 2020-2021.

La penultima classificata disputa uno spareggio promozione-retrocessione con la seconda classificata della 1. Slovenská Futbalová Liga.

L'ultima classificata retrocederà direttamente in 1. Slovenská Futbalová Liga.

### Avvenimenti
A metà marzo la SFZ decreta la sospensione del campionato a data da destinarsi a causa della pandemia di COVID-19. Il campionato è effettivamente ripreso dal 13 giugno, ma, a causa della lunga sosta, è stato deciso che, nella seconda fase, le squadre si incontrino una volta soltanto tra di loro, per un totale di ulteriori 5 partite a squadra. invece di 10; le squadre classificate dal 4º al 7º posto hanno disputato dei Play-off Europa League per l'ultimo posto nella competizione europea; infine non ci sono state retrocessioni dirette: l'ultima classificata disputa uno spareggio promozione-retrocessione con la prima classificata dei play-off della 1. Slovenská Futbalová Liga.

## Squadre partecipanti
| Club                | Città           | Stadio                     | Stagione precedente                     |
| ------------------- | --------------- | -------------------------- | --------------------------------------- |
| AS Trenčín          | Trenčín         | Štadión pod Dubňom         | 11º posto in Superliga                  |
| DAC Dunajská Streda | Dunajská Streda | MOL Aréna                  | 2º posto in Superliga                   |
| Nitra               | Nitra           | Štadión pod Zoborom        | 9º posto in Superliga                   |
| Pohronie            | Žiar nad Hronom | Mestský štadión            | 1º posto in 1. Slovenská Futbalová Liga |
| Ružomberok          | Ružomberok      | Štadión pod Čebraťom       | 3º posto in Superliga                   |
| Senica              | Senica          | OMS Arena                  | 8º posto in Superliga                   |
| Sereď               | Sereď           | Štadión pod Zoborom        | 6º posto in Superliga                   |
| Slovan Bratislava   | Bratislava      | Tehelné pole               | Campione di Slovacchia                  |
| Spartak Trnava      | Trnava          | Stadio Antona Malatinského | 7º posto in Superliga                   |
| ViOn Z.M.           | Zlaté Moravce   | Štadión FC ViOn            | 10º posto in Superliga                  |
| Zemplín Michalovce  | Michalovce      | Stadio Mestský futbalový   | 5º posto in Superliga                   |
| Žilina              | Žilina          | Štadión pod Dubňom         | 4º posto in Superliga                   |

## Stagione regolare

### Classifica finale
|  | Pos. | Squadra             | Pt | G  | V  | N  | P  | GF | GS | DR  |
|  | ---- | ------------------- | -- | -- | -- | -- | -- | -- | -- | --- |
|  | 1.   | Slovan Bratislava   | 55 | 22 | 17 | 4  | 1  | 46 | 11 | +35 |
|  | 2.   | Žilina              | 45 | 22 | 13 | 6  | 3  | 38 | 17 | +21 |
|  | 3.   | DAC Dunajská Streda | 38 | 22 | 11 | 5  | 6  | 31 | 25 | +6  |
|  | 4.   | Zemplín Michalovce  | 30 | 22 | 8  | 6  | 8  | 28 | 32 | -4  |
|  | 5.   | Spartak Trnava      | 30 | 22 | 9  | 3  | 10 | 25 | 26 | -1  |
|  | 6.   | Ružomberok          | 28 | 22 | 6  | 10 | 6  | 25 | 27 | -2  |
|  | 7.   | AS Trenčín          | 27 | 22 | 7  | 6  | 9  | 39 | 35 | +4  |
|  | 8.   | ViOn Z.M.           | 26 | 22 | 6  | 8  | 8  | 22 | 28 | -6  |
|  | 9.   | Senica              | 24 | 22 | 6  | 6  | 10 | 24 | 33 | -9  |
|  | 10.  | Sereď               | 22 | 22 | 5  | 7  | 10 | 23 | 34 | -11 |
|  | 11.  | Nitra               | 19 | 22 | 5  | 4  | 13 | 17 | 31 | -14 |
|  | 12.  | Pohronie            | 16 | 22 | 3  | 7  | 12 | 19 | 38 | -19 |

Legenda:

      Ammesse ai Play-off scudetto
      Ammesse ai Play-out

### Risultati
|                    | AST  | DAC  | Nit  | Poh  | Ruz  | Sen  | Ser  | SlB  | SpT  | VZM  | ZeM  | Zil  |
| ------------------ | ---- | ---- | ---- | ---- | ---- | ---- | ---- | ---- | ---- | ---- | ---- | ---- |
| AS Trenčín         | –––– | 2-1  | 2-2  | 0-1  | 1-1  | 2-3  | 2-1  | 2-4  | 1-0  | 2-2  | 8-1  | 3-0  |
| DAC D.S.           | 3-1  | –––– | 1-0  | 5-1  | 0-1  | 0-0  | 0-0  | 5-2  | 0-1  | 2-1  | 1-1  | 1-0  |
| Nitra              | 1-1  | 1-2  | –––– | 0-0  | 1-2  | 1-4  | 3-2  | 0-1  | 1-0  | 0-1  | 0-2  | 0-0  |
| Pohronie           | 0-4  | 0-2  | 0-3  | –––– | 1-2  | 0-0  | 2-1  | 1-3  | 2-2  | 1-1  | 2-2  | 0-1  |
| Ružomberok         | 2-2  | 0-0  | 1-0  | 0-1  | –––– | 2-2  | 1-1  | 1-1  | 0-1  | 0-0  | 1-1  | 2-3  |
| Senica             | 3-1  | 0-1  | 0-3  | 1-0  | 2-2  | –––– | 0-1  | 0-3  | 2-0  | 1-3  | 4-0  | 1-2  |
| Sereď              | 1-1  | 3-1  | 0-1  | 3-3  | 2-2  | 2-1  | –––– | 0-4  | 2-1  | 0-0  | 0-2  | 0-3  |
| Slovan Bratislava  | 2-0  | 2-0  | 5-0  | 2-1  | 1-0  | 2-0  | 2-0  | –––– | 2-0  | 4-0  | 3-0  | 1-1  |
| Spartak Trnava     | 1-2  | 1-2  | 2-0  | 3-2  | 2-0  | 0-0  | 2-0  | 0-0  | –––– | 2-1  | 2-1  | 0-1  |
| ViOn Z.M.          | 2-0  | 1-2  | 1-0  | 0-0  | 4-2  | 0-0  | 1-3  | 0-1  | 1-3  | –––– | 1-0  | 0-0  |
| Zemplín Michalovce | 2-1  | 5-0  | 0-2  | 0-0  | 0-1  | 3-0  | 1-1  | 0-1  | 2-0  | 2-2  | –––– | 0-3  |
| Žilina             | 2-1  | 2-2  | 3-0  | 2-1  | 1-2  | 5-0  | 1-0  | 0-0  | 4-2  | 3-0  | 1-1  | –––– |

## Play-off scudetto

### Classifica finale
|                       | Pos. | Squadra             | Pt | G  | V  | N  | P  | GF | GS | DR  |
| --------------------- | ---- | ------------------- | -- | -- | -- | -- | -- | -- | -- | --- |
| Slovacchia (bandiera) | 1.   | Slovan Bratislava   | 68 | 27 | 21 | 5  | 1  | 57 | 14 | +43 |
|                       | 2.   | Žilina              | 51 | 27 | 15 | 6  | 6  | 48 | 25 | +23 |
|                       | 3.   | DAC Dunajská Streda | 50 | 27 | 15 | 5  | 7  | 42 | 28 | +14 |
|                       | 4.   | Spartak Trnava      | 35 | 27 | 10 | 5  | 12 | 30 | 32 | -2  |
|                       | 5.   | Ružomberok          | 32 | 27 | 7  | 11 | 9  | 28 | 33 | -5  |
|                       | 6.   | Zemplín Michalovce  | 32 | 27 | 8  | 8  | 11 | 31 | 49 | -18 |

Legenda:

      Campione di Slovacchia e ammessa alla UEFA Champions League 2020-2021
      Ammessa alla UEFA Europa League 2020-2021
 Ammesse ai Play-off Europa League.
Note:

Tre punti a vittoria, uno a pareggio, zero a sconfitta.
La classifica viene stilata secondo i seguenti criteri:
- Punti conquistati
- Punti conquistati negli scontri diretti
- Differenza reti negli scontri diretti
- Reti realizzate negli scontri diretti
- Reti realizzate fuori casa negli scontri diretti
- Spareggio

### Risultati
|                    | DAC  | Ruz  | SlB  | SpT  | ZeM  | Zil  |
| ------------------ | ---- | ---- | ---- | ---- | ---- | ---- |
| DAC D.S.           | –––– |      | 1-3  |      | 5-0  | 2-0  |
| Ružomberok         | 0-1  | –––– |      |      |      | 2-1  |
| Slovan Bratislava  |      | 1-0  | –––– | 0-0  | 4-0  |      |
| Spartak Trnava     | 0-2  | 2-0  |      | –––– |      |      |
| Zemplín Michalovce |      | 1-1  |      | 2-2  | –––– |      |
| Žilina             |      |      | 2-3  | 2-1  | 5-0  | –––– |

## Play-out

### Classifica finale
|  | Pos. | Squadra    | Pt | G  | V  | N | P  | GF | GS | DR  |
|  | ---- | ---------- | -- | -- | -- | - | -- | -- | -- | --- |
|  | 7.   | AS Trenčín | 39 | 27 | 11 | 6 | 10 | 52 | 43 | +9  |
|  | 8.   | ViOn Z.M.  | 33 | 27 | 8  | 9 | 10 | 27 | 33 | -6  |
|  | 9.   | Sereď      | 27 | 27 | 6  | 9 | 12 | 29 | 41 | -12 |
|  | 10.  | Senica     | 26 | 27 | 6  | 8 | 13 | 26 | 40 | -14 |
|  | 11.  | Pohronie   | 26 | 27 | 6  | 8 | 13 | 25 | 44 | -19 |
|  | 12.  | Nitra      | 25 | 27 | 7  | 4 | 16 | 23 | 36 | -13 |

Legenda:

 Ammessa ai Play-off Europa League o allo spareggio promozione-retrocessione
Note:

Tre punti a vittoria, uno a pareggio, zero a sconfitta.
La classifica viene stilata secondo i seguenti criteri:
- Punti conquistati
- Punti conquistati negli scontri diretti
- Differenza reti negli scontri diretti
- Reti realizzate negli scontri diretti
- Reti realizzate fuori casa negli scontri diretti
- Spareggio

### Risultati
|            | AST  | Nit  | Poh  | Sen  | Ser  | VZM  |
| ---------- | ---- | ---- | ---- | ---- | ---- | ---- |
| AS Trenčín | –––– | 0-3  | 4-0  |      | 3-2  |      |
| Nitra      |      | –––– | 0-2  | 2-0  |      |      |
| Pohronie   |      |      | –––– | 1-0  |      | 1-0  |
| Senica     | 1-3  |      |      | –––– | 1-1  | 0-0  |
| Sereď      |      | 1-0  | 2-2  |      | –––– |      |
| ViOn Z.M.  | 2-3  | 2-1  |      |      | 1-0  | –––– |

## Play-off Europa League
|  | Semifinali | Semifinali         | Semifinali |  |   | Finale         | Finale     | Finale |
|  |            |                    |            |  |   |                |            |        |
|  | 4          | Spartak Trnava     | 3          |  |   |                |            |        |
|  | 4          | Spartak Trnava     | 3          |  |   |                |            |        |
|  | 7          | AS Trenčín         | 0          |  |   |                |            |        |
|  | 7          | AS Trenčín         | 0          |  | 4 | Spartak Trnava | 0          |        |
|  |            |                    |            |  | 4 | Spartak Trnava | 0          |        |
|  |            |                    |            |  |   | 5              | Ružomberok | 2      |
|  | 5          | Ružomberok         | 1          |  |   | 5              | Ružomberok | 2      |
|  | 5          | Ružomberok         | 1          |  |   |                |            |        |
|  | 6          | Zemplín Michalovce | 0          |  |   |                |            |        |
|  | 6          | Zemplín Michalovce | 0          |  |   |                |            |        |

## Spareggio promozione-retrocessione
|         | Risultati |         | Luogo e data                      |
| ------- | --------- | ------- | --------------------------------- |
| Dubnica | 0 - 0     | Nitra   | Dubnica nad Váhom, 14 luglio 2020 |
| Nitra   | 3 - 0     | Dubnica | Nitra, 17 luglio 2020             |
|         |           |         |                                   |

## Classifica marcatori
| Gol |  |  | Giocatore       | Squadra            |
| --- |  |  | --------------- | ------------------ |
| 12  |  |  | Andraž Šporar   | Slovan Bratislava  |
| 11  |  |  | Milan Ristovski | Nitra              |
| 10  |  |  | Osman Bukari    | AS Trenčín         |
| 8   |  |  | Ján Bernát      | Žilina             |
| 8   |  |  | Frank Castañeda | Senica             |
| 8   |  |  | Tomáš Ďubek     | ViOn Z.M.          |
| 8   |  |  | Ante Roguljić   | AS Trenčín         |
| 8   |  |  | Modibo Sidibe   | Zemplín Michalovce |
| 7   |  |  | Hamza Čataković | AS Trenčín         |
| 7   |  |  | Rafael da Silva | Slovan Bratislava  |
| 7   |  |  | Eric Ramírez    | DAC Dun. Streda    |
| 7   |  |  | Alex Sobczyk    | Spartak Trnava     |
| 7   |  |  | Kristopher Vida | DAC Dun. Streda    |